# Кереки
Кере́ки (самоназвания аӈӄалҕакку — «приморские люди», каракыкку — от чук. кэрэкит) — один из палеоазиатских народов России. По переписи 2021 года кереками себя записали 23 человека, а по переписи 2010 года — 4 человека (в 2002 году — 8 человек).
В 1959 году кереков насчитывалось около 100 человек, в XX столетии они жили в населённых пунктах Беринговского района Чукотского автономного округа (Мейныпильгыно, Хатырка, Беринговский). Кереки проживали в нескольких посёлках отдельными семьями смешанно с чукчами и подверглись ассимиляции с их стороны.
Ранее говорили на керекском языке чукотско-камчатской языковой семьи. В ходе всероссийской переписи населения в 2021 году четыре человека, отнёсших себя к керекам, заявили, что владеют керекским языком.

## Язык
В настоящее время кереки говорят в основном по-чукотски и по-русски, в малой степени сохраняя также керекский язык, который относится к чукотско-камчатской семье. Он близок к корякскому языку, часто считается одним из его диалектов. В лексике кереков встречаются также заимствования из эскимосских языков. Краткое научное описание языка кереков впервые было осуществлено советским палеоазиатоведом П. Я. Скориком на основании собранных в 1954—1956 годах материалов. Им же записано несколько текстов на керекском языке. Кроме того, в 1971 году восемь новых керекских текстов было записано В. В. Леонтьевым.

## История
Археологи выделяют древнекерекскую археологическую культуру (с 1-й половины 1-го тысячелетия до н. э.), происхождение которой связывают с общим протоэскалеуто-ительменским этническим пластом (Н. Н. Диков).
К моменту выхода русских на побережье Берингова моря (XVII век) территория расселения кереков простиралась от Анадырского лимана до устья Опуки (по археологическим данным, следы древних керекских поселений прослеживаются и южнее — до мыса Олюторский). Кереки занимались охотой на морских млекопитающих и рыболовством. В XVIII веке, во время жестоких военных столкновений между чукчами и коряками, кереки оказались между двух огней: они подвергались нападениям как чукчей, так и коряков, которые убивали взрослых мужчин и уводили в рабство детей и женщин. Кереки, не будучи способными оказать активное сопротивление, пытались укрыться в пещерах отвесных скал и прочих укромных местах. Следствием потерь от военных набегов, а также от эпидемий, прокатившихся по краю в конце XVIII века, стало резкое сокращение численности керекского этноса; В. В. Леонтьев писал: «Не случайно многие исследователи считали кереков самым несчастным племенем на Северо-Востоке».
Выделялись группы северных (наваринских, или мейныпильгынских, самоназвание ыйулалҕакку — верхние) и южных (хатырских, самоназвание иутылалҕакку — нижние) кереков. В XIX—XX веках кереков обычно относили к корякам. По переписи 1897 года насчитывалось 102 керека.
В XX веке кереки были почти полностью ассимилированы чукчами. В 1991 году по-керекски говорило всего три человека: Иван Увагыргын (хатырский диалект), Николай Етынкэу и Екатерина Хаткана (мейныпильгынский диалект). В 2000 году кереки были включены в перечень коренных малочисленных народов России.
Последние носители керекского языка умерли между 1991 и 2005 годами, и с 2005 года этот язык классифицируется лингвистами как исчезнувший. Однако в ходе переписи населения, проведённой в 2021 году, четыре человека заявили, что керекский язык им родной либо владеют им. Лингвисты считают, что эти люди сделали такие заявления из национальной самоидентификации и считают себя кереками.
По данным переписи 2020 г., численность кереков в России составляет 23 человека. Большая часть из них — 6 человек, проживает на территории Чукотского АО. Численность кереков в других регионах России:
- В Самарской области — 4;

- В Москве — 3;

- В Московской области — 3.

## Традиционная культура
В XX веке материальная и духовная жизнь были близки чукотским.
Кереки занимались рыболовством, морским зверобойным и пушным промыслом, охотой на дикого оленя и горного барана, собирательством. Держали упряжных собак (нарты и упряжка восточно-сибирского, или чукотско-корякского типа). У южных кереков существовало мелкотабунное оленеводство. Рыбу в больших количествах заготавливали впрок.
Распространённым оружием морской охоты было гарпунное устройство, т. н. «керекская спица», лук со стрелами, потеснённые впоследствии огнестрельным оружием. При охоте на морского зверя и медведя до 1970-х гг. использовали в числе других видов оружия дубинку (кэлюунэн) с наконечником из моржового клыка или металла, находящую аналогии среди предшественников томагавка у индейцев Северной Америки.
Зимние поселения включали 1—3 большие землянки, в каждой — по несколько семей. Весной переселялись в летние жилища, устраивая по этому случаю праздник с охранительными ритуалами. Был развит шаманизм; шаман имел особую ритуальную одежду. Рядом с керекским поселениями имелись жертвенные места — скопления моржовых черепов с воткнутой китовой челюстью и пр.